# Emiliano Zapata, Santiago Sochiapan
Emiliano Zapata är en ort i Mexiko.   Den ligger i kommunen Santiago Sochiapan och delstaten Veracruz, i den sydöstra delen av landet, 400 km sydost om huvudstaden Mexico City. Emiliano Zapata ligger 152 meter över havet och antalet invånare är 434.
Terrängen runt Emiliano Zapata är huvudsakligen platt. Emiliano Zapata ligger uppe på en höjd. Runt Emiliano Zapata är det ganska glesbefolkat, med 23 invånare per kvadratkilometer. Närmaste större samhälle är Arenal Santa Ana, 19,8 km norr om Emiliano Zapata. Omgivningarna runt Emiliano Zapata är en mosaik av jordbruksmark och naturlig växtlighet.